# السفلا (القفر)

تعديل مصدري - تعديل

السفلا محلة تابعة لقرية ذي عدين، التابعة لعزلة بني مسلم بمديرية القفر إحدى مديريات محافظة إب في الجمهورية اليمنية، بلغ تعداد سكانها 151 حسب تعداد اليمن لعام 2004.